# Pharodes clini
Pharodes clini – gatunek widłonoga z rodziny Chondracanthidae. Opisali go w 1900 roku francuscy biolodzy z Uniwersytetu w Lyonie C. Vaney i A. Conte, nadając mu nazwę Diocus clini.